# (742) Edisona

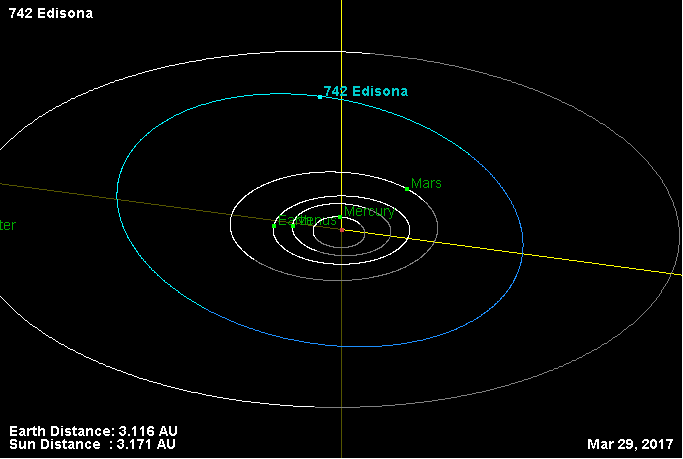
Òrbita de l'asteroide (742) Edisona.

(742) Edisona és un asteroide pertanyent al cinturó d'asteroides descobert el 23 de febrer de 1913 per Franz Heinrich Kaiser des de l'observatori de Heidelberg-Königstuhl, Alemanya. Està nomenat en honor de l'inventor nord-americà Thomas Alva Edison (1847-1931). Forma part de la família asteroidal d'Eos.